# 宮沢友
宮沢 友（みやざわ ゆう、2009年2月26日 - ）は、日本のアイドル、モデル、女優、歌手。女性アイドルグループukkaのメンバー。埼玉県出身。スターダストプロモーションSTAR PLANET所属。月刊誌『B.L.T.』にて「I & Yuu」を連載している。ファッションブランド「Lovetoxic」2024年度ラブトキガール。

## 略歴
2021年2月 - 7月、進研ゼミ小学講座のWEBに出演。
2022年4月にスタプラ研究生として初ステージに立つ。同年4月 - 9月、テレビ東京系『おはスタ』に「シン・おはガールへの道」おはガール練習生として出演した。
2023年10月14日に女性アイドルグループukkaに新メンバーとして加入すると発表され、2023年11月23日にスタプラ研究生を卒業した。2024年1月21日、ukkaの新メンバーとしてお披露目公演を行った（当時中学3年生）。
2024年3月、ファッションブランド「Lovetoxic」のラブトキガールに就任した。2024年7月26日発売の月刊誌『B.L.T.』2024年9月号から連載「I & Yuu」を開始した。
2024年12月11日、ボカロ楽曲「シロガラス」のソロカバー音源をリリースした。2025年5月28日には若菜こはるとのユニット「RizziE」の配信シングル『R・I・Z・Z』をリリースした。
2025年7月、現代落語「麗和落語〜二〇二五 夏の陣〜」に出演。2025年8月、舞台 100点un・チョイス！vol.23「#これで恋ができるなら」に出演する。

## 人物
趣味は、中学校で茶道部に入っていた茶道、浴衣を毎年自分で着ているという着付けのほか、食べること、ヘアアレンジ、J-POPの音楽を聴くこと。
特技は、チアダンス、ヘアアレンジ、どこでも寝てること。
歌手として、声量のある明るく元気な歌声、感情の入れ方がうまく、うねりのような気持ちの上下がわかりやすい表現力を特徴とする。
聞き上手で、ukka加入当初からラジオ『ukkaり娘の浮かれでぃお』に出演している。

## 出演

### テレビ
- おはスタ（2022年4月 - 9月、テレビ東京系） - 「シン・おはガールへの道」おはガール練習生として出演

### 舞台
- 現代落語「麗和落語〜二〇二五 夏の陣〜」（2025年7月26日 - 27日、武蔵野芸能劇場 小劇場）
- 100点un・チョイス！vol.23「#これで恋ができるなら」（2025年8月16日 - 20日、赤坂RED/THEATER）

### モデル
- ファッションブランド「Lovetoxic」ラブトキガール（2024年度、ナルミヤ・インターナショナル）

### WEB
- 進研ゼミ小学講座（2021年2月 - 7月、ベネッセコーポレーション）
- 第3回 スタコミュAWARD（2025年7月7日配信、ABEMA SPECIAL2チャンネル） - ベストクセスゴ部門にノミネート

## 書籍
- B.L.T.（2024年9月号 - 、東京ニュース通信社） - 「I & Yuu」を連載中。フォトグラファーたちがリレー形式で宮沢を撮影し、魅力をそれぞれの視点で表現する。

## 作品
- Imgramox Music ボカロカバー楽曲『シロガラス』（2024年12月11日配信リリース）[12] - オリジナル：なきそ
- RizziE（リジー）『R・I・Z・Z（アールアイジージー）』（2025年5月28日配信リリース）[13] - RizziEは宮沢友と若菜こはるによるTEAM CUTEとして結成されたユニット